# Längta efter kärlek
Längta efter kärlek är en svensk film från 1968 i regi av Robert Karl Oskar Broberg.

## Handling
Bosse njuter av livet och sommaren i en liten stuga, han längtar efter Lajla som lovat att komma. Lugnet varar inte länge, utan snart kommer den ena personligheten efter den andra på besök.

## Om filmen
Filmen är inspelad på Blidö och i Filmstaden. Den hade premiär den 20 december 1968 och är barntillåten.
147 personer medverkar på något sätt i filmen.

## Rollista
- Robert Karl Oskar Broberg - Bosse
- Catharina Erlandson - Lajla
- Elisabet Gustavsson - Bettan
- Sara Arnia - Helga
- Jonny Eberstein - Helge
- Leonard Eek - Långe Leonard
- Olle Åkerfeldt - Elverkskontrollör
- Carl-Gustaf Lindstedt - förrymd fånge
- Agneta Ljung - Agnes
- Tommy Blom - Rappdabbluma
- Picko Troberg - raggare
- Hans Olsson - Fantom
- Louis Anselmi - korvförsäljare
- Curt "Minimal" Åström - badgäst
- Pekka Langer - radioröst
- Lena Conradsson
- Annika Norström
- Louise Olsson
- Marianne Törnqvist
- Thor Zackrisson

## Musik i filmen
- Längta efter kärlek
- Fläckborttagartango
- Vedhuggarvals
- When I'm Without You
- Kärlekens vind
- Alla springer omkring
- Om du blott blir min
- Din bild gör mig vild
- Fjärilen
- Hör hur hjärtat dunkar
- Dans och spel